# Humanisierung der Arbeitswelt
Unter dem Begriff Humanisierung der Arbeitswelt (HdA) werden verschiedene Projekte und Programme zusammengefasst, die zur Verbesserung der Arbeitsbedingungen in Unternehmen und Betrieben mit dem Ziel der Verringerung von Belastungen und Erweiterung der Handlungsspielräume arbeitender Menschen beitragen sollen. Die Projekte, Kampagnen und Initiativen gehen von gewerkschaftlicher, staatlicher oder wissenschaftlicher Seite aus.
Nach § 2 des deutschen Arbeitsschutzgesetzes gehören „Maßnahmen der menschengerechten Gestaltung der Arbeit“ zu den Maßnahmen des Arbeitsschutzes.
Der Arbeitspsychologe Eberhard Ulich bezeichnet die Arbeit als human, die die psychophysische Gesundheit der Arbeitstätigen nicht schädigt, ihr psychosoziales Wohlbefinden nicht – oder allenfalls vorübergehend – beeinträchtigt, ihren Bedürfnissen und Qualifikationen entspricht, individuelle und/oder kollektive Einflussnahme auf Arbeitsbedingungen und Arbeitssysteme ermöglicht und zur Entwicklung ihrer Persönlichkeit im Sinne der Entfaltung ihrer Potenziale und Förderung ihrer Kompetenzen beizutragen vermag.

## Hintergrund
Bis in die 1960er Jahre herrschte die Hoffnung, dass mit zunehmender Automatisierung in der Arbeitswelt die negativen Belastungen tayloristischer Arbeitsformen behoben werden. Als diese Hoffnungen sich nicht erfüllten, wurde ausdrücklicher Handlungsbedarf festgestellt und durch Programme und Initiativen versucht gegenzusteuern. Neue, „humanere“ Arbeitsformen (z. B. teilautonome Arbeitsgruppen) wurden in den 1960er Jahren vornehmlich in skandinavischen Ländern (Norwegen, Schweden) und in Großbritannien erprobt.

## Programme und Initiativen in Deutschland

### Übersicht
- 1974–1989: Staatliches Programm „Humanisierung des Arbeitslebens (HdA)“ zur Verbesserung der Arbeitsinhalte und -beziehungen und Abbau belastender und gesundheitsgefährdender Arbeitssituationen. Das Programm wurde vom damaligen Bundesforschungsminister Hans Matthöfer initiiert.
- 1989–1996: Das staatliche Forschungs- und Entwicklungsprogramm „Arbeit und Technik“ löste das bisherige Humanisierungsprogramm ab. Als zusätzlicher Schwerpunkt wurde neben der wissenschaftlichen Begleitung auch der Ergebnistransfer, also die konkrete Umsetzung, aufgenommen.
- seit 2001: Staatliches Programm „Innovative Arbeitsgestaltung - Zukunft der Arbeit“ des Bundesministeriums für Bildung und Forschung. Im Mittelpunkt steht verstärkt die Erforschung zukünftiger Formen der Arbeit.
- seit 2006: Der Deutsche Gewerkschaftsbund beschloss 2006, jährlich eine repräsentative Befragung von abhängig Beschäftigten in Deutschland für seinen DGB-Index Gute Arbeit durchzuführen.

### 1974–1989: Humanisierung des Arbeitslebens (HdA)
Im Rahmen des staatlichen Programms, das als arbeitspolitisches Teilprogramm der sozialdemokratischen Reformära initiiert worden war, wurden rund 1.600 Projekte gefördert, die von Beginn an im Spannungsfeld von Humanisierung und Rationalisierung standen. In den 1980er Jahren verlagerte sich der Schwerpunkt auf Innovationsprojekte.

### Seit 2006: jährliche BefragungGute Arbeit
Nach Vorläufern mit dem Projekt Gute Arbeit der IG Metall hatte der Deutsche Gewerkschaftsbund auf seinem Bundeskongress 2006 eine jährlich durchzuführende repräsentative Befragung von abhängig Beschäftigten in Deutschland beschlossen
(Computer Assisted Telephone Interview – CATI) über die Arbeitsbedingungen aus Sicht der Beschäftigten. Die Ergebnisse der erstmals 2007 erhobenen Daten werden im DGB-Index Gute Arbeit zusammengeführt.